# Себастьян Фурньє
Себастьян Фурньє (нім. Sébastien Fournier, нар. 27 червня 1971, Нендаз) — швейцарський футболіст, що грав на позиції півзахисника за «Сьйон», «Штутгарт» та «Серветт», а також національну збірну Швейцарії. По завершенні ігрової кар'єри — тренер.

## Клубна кар'єра
У дорослому футболі дебютував 1987 року виступами за команду клубу «Сьйон», в якій провів дев'ять сезонів, взявши участь у 190 матчах чемпіонату.  Більшість часу, проведеного у складі «Сьйона», був основним гравцем команди. 1992 року виборов титул чемпіона Швейцарії.
Протягом 1996—1997 років грав у Німеччині, де захищав кольори «Штутгарта». За цей час додав до переліку своїх трофеїв титул володаря Кубка Німеччини.
1997 року повернувся на батьківщину, перейшовши до «Серветта», за який відіграв шість сезонів. За цей час додав до переліку своїх трофеїв ще один титул чемпіона Швейцарії. Завершив професійну кар'єру футболіста виступами за команду «Серветт» у 2003 році.

## Виступи за збірну
1994 року дебютував в офіційних матчах у складі національної збірної Швейцарії. Того ж року був включений до її заявки на  чемпіонат світу у США, де, утім, залишався запасним і на поле не виходив. За два роки поїхав зі збірною на чемпіонат Європи 1996 до Англії, де став учасником однієї гри групового етапу, який його команда не подолала.
Загалом протягом кар'єри у національній команді, яка тривала 9 років, провів у її формі 40 матчів, забивши 3 голи.

## Кар'єра тренера
Після виступів на футбольному полі розпочав тренерську кар'єру, працював на різних посадах у структурі свого останнього клубу «Серветт».
2012 року став головним тренером «Сьйона», а пізніше того ж року перейшов на аналогічну посаду у «Серветті», де пропрацював протягом сезону.
2014 року повернувся до «Сьйона», де став технічним директором і тренером молодіжної команди. Протягом частини 2017 року знову очолював тренерський штаб головної команди клубу.

## Титули і досягнення
- Чемпіон Швейцарії (2):

«Сьйон»: 1991-92
«Серветт»: 1998-99
- Володар Кубка Швейцарії (4):

«Сьйон»: 1990-91, 1994-95, 1995-96
«Серветт»: 2000-01
- Володар Кубка Німеччини (1):

«Штутгарт»: 1996-97